# Винтон (Луизијана)
Винтон (енгл. Vinton) град је у америчкој савезној држави Луизијана.

## Демографија
По попису из 2010. године број становника је 3.212, што је 126 (-3,8%) становника мање него 2000. године.
| Група             | 2000.         | 2010.         |
| Белци             | 2.477 (74,2%) | 2.343 (72,9%) |
| Афроамериканци    | 778 (23,3%)   | 666 (20,7%)   |
| Азијати           | 7 (0,2%)      | 13 (0,4%)     |
| Хиспаноамериканци | 30 (0,9%)     | 87 (2,7%)     |
| Укупно            | 3.338         | 3.212         |